# ریما مکتبی

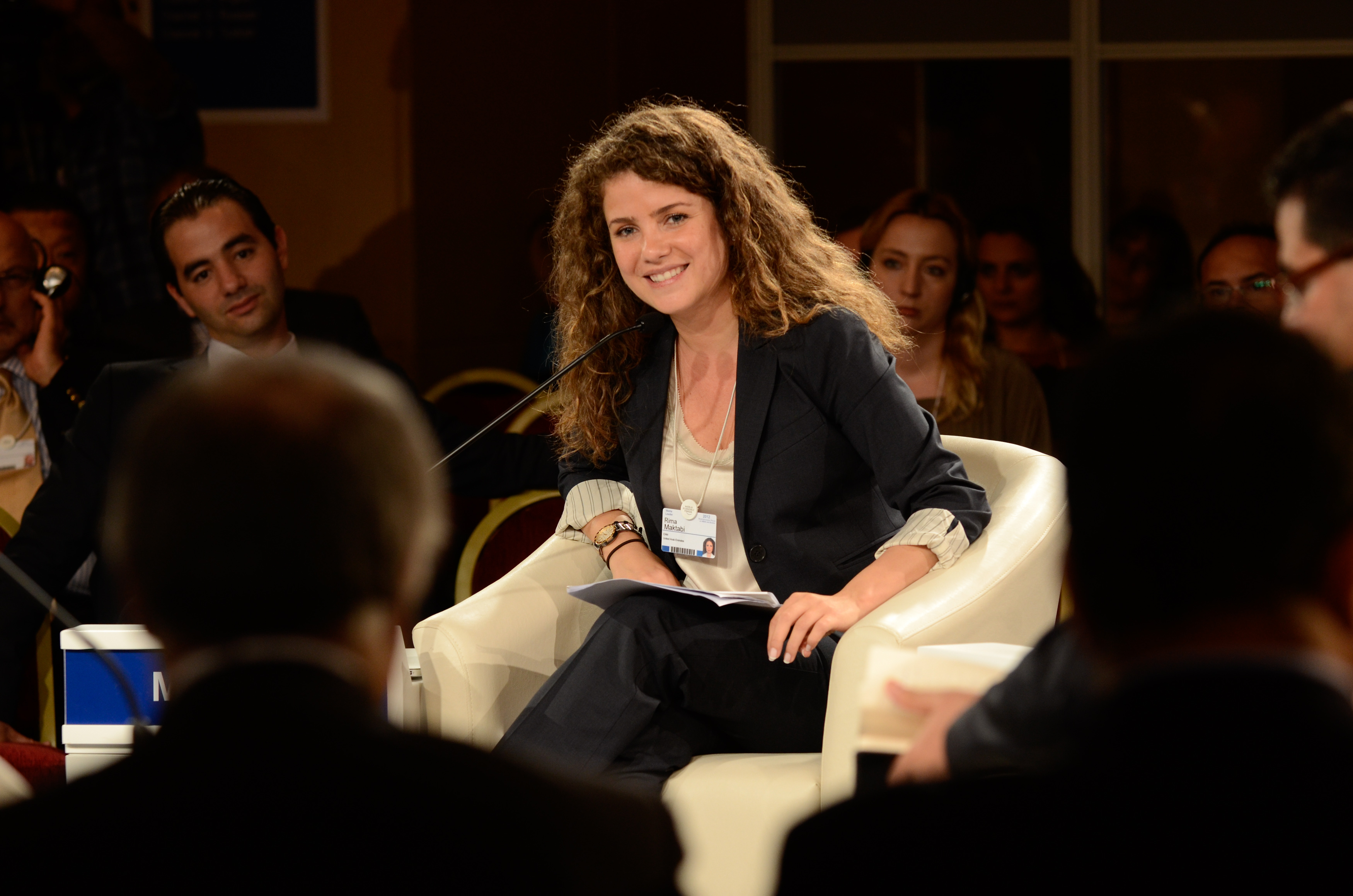

ریما مکتبی (۴ ژوئیه ۱۹۷۷) روزنامه‌نگار لبنانی برنده جوایز متعدد است. او قبل از اینکه در سال ۲۰۰۵ در شبکه العربیه در بخش گویندگی اخبار فعالیت کند به عنوان پخش کننده برنامه‌های سرگرمی در تلویزیون لبنان فعالیت داشت. ریما در سال ۲۰۱۰ به شبکه خبری CNN رفت ولی بعد از ۲ سال دوباره به العربیه بازگشت. او اکنون به عنوان مدیر دفتر العربیه در بریتانیا کار می‌کند.